# Isodontia severini
Isodontia severini är en biart som först beskrevs av Kohl 1898.  Isodontia severini ingår i släktet Isodontia och familjen grävsteklar. Inga underarter finns listade i Catalogue of Life.